# Lobelia stenophylla
Lobelia stenophylla är en klockväxtart som beskrevs av George Bentham. Lobelia stenophylla ingår i släktet lobelior, och familjen klockväxter. Inga underarter finns listade i Catalogue of Life.